# Jorge Batlle
Jorge Luis Batlle Ibáñez (Montevideo, 25 de octubre de 1927-Montevideo, 24 de octubre de 2016) fue un abogado, periodista y político uruguayo que se desempeñó como presidente de la República Oriental del Uruguay desde el 1 de marzo de 2000 hasta el 1 de marzo de 2005.
Fue senador de la República y diputado nacional. Tras cinco candidaturas presidenciales —1966, 1971, 1989, 1994, 1999—, resultó elegido presidente del Uruguay. Fue el primer presidente del siglo XXI y el cuarto integrante de la familia Batlle, de ascendencia catalana, en ocupar la presidencia de la República. Miembro del histórico Partido Colorado, del sector batllista. Se autodefinió conceptualmente como un liberal. Durante el final de su vida, se ocupó enteramente a la actividad privada, aunque siguió teniendo voz dentro de la política. 

## Biografía
Jorge Batlle nació en el seno de una familia de estirpe política el 25 de octubre de 1927. Hijo de Matilde Ibáñez, argentina nacida en Buenos Aires, y de Luis Batlle Berres, quien fue presidente de la República entre los años 1947 y 1951 y luego miembro del Consejo Nacional de Gobierno 1955-1959, además de legislador y periodista. Jorge Batlle también fue sobrino nieto del expresidente uruguayo José Batlle y Ordóñez y bisnieto, por tanto, del también expresidente Lorenzo Batlle. Era hermano de Luis y Matilde Batlle Ibáñez. Era de ascendencia italiana por vía materna y catalana por vía paterna. Cursó su escolaridad en el Colegio Alemán de Montevideo y en la Escuela y Liceo Elbio Fernández. En 1947 viajó a Londres por estudios. Se recibió de abogado por la Universidad de la República en 1956. Desde entonces se especializó básicamente en temas económicos. Su carrera como periodista se basó en columnas que escribía diariamente en el El Día, fundado por su tío abuelo, José Batlle y Ordóñez, en 1886. Fue redactor, secretario de redacción y director del periódico Acción, fundado por su padre en 1948. Entre 1943 y 1976 se desempeñó como periodista y director de Radio Ariel, en la cual inicialmente condujo un programa de jazz. Desde 1956, al asistir en Buenos Aires a las conferencias de dos destacados economistas de la escuela austríaca, Friedrich Hayek y Ludwig von Mises, se sintió influenciado por sus planteamientos de liberalismo económico. En 1988 fue invitado a España por la Generalidad de Cataluña y disertó sobre la economía en la Cámara de Comercio. Ese año también mantuvo una intensa actividad en el Instituto de Cooperación Iberoamericana —´posteriormente Agencia Española de Cooperación Internacional para el Desarrollo— en Madrid. En 1989, cuando ocupaba una banca en el senado, contrajo matrimonio con Mercedes Menafra, siendo ésta la segunda esposa del exmandatario. Con su anterior esposa, la argentina Noemí Lamuraglia, tuvo dos hijos: Raúl Lorenzo y Beatriz. También tiene cuatro nietos: Nicolás, Lorenzo, Gerónimo y María Paz. En el ámbito deportivo fue hincha del Club Nacional de Football, del Montevideo Rowing Club y apasionado de las carreras de caballos. Fue fundamental su intervención para la reapertura del Hipódromo de Maroñas. Al igual que su tío abuelo Batlle y Ordónez, dijo no pertenecer a «ninguna religión positiva», pero se consideraba deísta.

## Carrera política

### Inicios
Batlle inició su carrera política en 1958, cuando fue elegido por primera vez diputado representando a Montevideo por el Partido Colorado. El período del mismo estuvo comprendido entre el 15 de febrero de 1959 y el 14 de febrero de 1963. Integró, durante dicho período, la comisión de Defensa Nacional. Fue reelecto en el cargo por el mismo departamento para el período comprendido entre el 15 de febrero de 1963 y el 14 de febrero de 1967. Fue delegado de la Conferencia de Comercialización de la carne, en Inglaterra durante 1963 y 1964. En 1965 es elegido tras elecciones internas como único líder de la Lista 15, puesto que había quedado vacante tras el fallecimiento de su padre, el 15 de julio de 1964. Sin embargo, la sucesión en el liderazgo no fue sencilla. En la interna del sector Jorge Batlle propuso el regreso del sistema presidencialista, a lo que se opusieron dos grandes referentes: Manuel Flores Mora y Amílcar Vasconcellos, que preferían continuar con el sistema de gobierno colegiado. El más indicado para la sucesión en el liderazgo era Flores Mora, un hombre de gran ascendencia y prestigio. Pero, en virtud de las divergencias de opinión en torno a la viabilidad de implementar o no un poder ejecutivo presidencialista más ágil y eficaz y no tan lento y deliberante como el colegiado, Jorge Batlle sugirió que se realizaran elecciones internas del batllismo nucleado en la Lista 15, y que el vencedor de la disputa se convirtiera en líder y que si su concepción fuera la presidencialista debería ser adoptada por el sector para luego impulsarla en una reforma constitucional. Así resultó elegido y contó con el respaldo de dirigentes de la talla de Alberto Abdala, Héctor Grauert, Luis Hierro Gambardella, Eduardo Paz Aguirre y Alfredo Lepro, además de figuras jóvenes como Julio María Sanguinetti, Antonio Marchesano, Francisco Forteza (hijo), Tabaré Hackenbruch y Washington García Rijo; la denominación del sector pasó a ser Unidad y Reforma. Pero otros notorios dirigentes con destacada actuación se distanciaron, como Justino Carrere Sapriza, Manuel Flores Mora y Glauco Segovia, quienes formaron el Frente Colorado de Unidad.
Un año más tarde fue por primera vez candidato presidencial, acompañado en la fórmula por Julio Lacarte Muró, y fue derrotado por escaso margen por su compañero de partido, Óscar Gestido, ya que en Uruguay regía la Ley de lemas, es decir, se votaba por el candidato y el partido o lema a la vez. En 1965 fue uno de los redactores e impulsores la reforma de la Constitución de la República, que fue plebiscitada y sancionada en la elección de 1966. En dicha contienda electoral compareció por primera vez, acompañado en la fórmula por Julio Lacarte Muró, sin ser electo presidente. En abril de 1968, su imagen se vio afectada seriamente por un escándalo financiero denominado La Infidencia, según la cual habría aprovechado personalmente información privilegiada acerca de una inminente devaluación de la moneda por parte del gobierno. La primera acusación contra Batlle partió de las páginas de El Debate, en ese entonces dirigido por el blanco Washington Guadalupe. Dichas acusaciones jamás pudieron ser demostradas. En 1971 volvió a ser candidato presidencial por su partido, en fórmula completada por Renán Rodríguez, con mucho menos éxito que en la anterior oportunidad.

#### Resultados de las elecciones de 1971
Resultado de las elecciones de 1971 para la presidencia de la República.
| Candidato                | Partido          | Votos            | Resultado |
| Juan María Bordaberry    | Partido Colorado | 379.515 (22,81%) | Electo    |
| Wilson Ferreira Aldunate | Partido Nacional | 439.649 (26,42%) |           |
| Líber Seregni            | Frente Amplio    | 304.275 (18,28%) |           |
| Jorge Batlle             | Partido Colorado | 242.804 (14,59%) |           |

### Durante la dictadura cívico-militar
En octubre de 1972, antes del comienzo de la dictadura cívico-militar, fue recluido en un cuartel acusado de supuestas ofensas a las Fuerzas Armadas, cuando oficiales del Ejército, iniciaron la campaña contra los «delitos económicos» y quisieron investigar la presunta Infidencia. 
En realidad su prisión significó una respuesta a sus denuncias formuladas a través de un programa de televisión de que había conversaciones y presuntos entendimientos entre militares e integrantes del Movimiento de Liberación Nacional-Tupamaros en el cuartel del Batallón Florida, con el aval de los generales Gregorio Álvarez y Esteban Cristi en un momento en que estaban técnicamente en «guerra». Así, resultó ser el primer preso político por orden expresa de los militares. Luego fue dejado en libertad y posteriormente en más de una oportunidad nuevamente detenido.
Durante la dictadura cívico-militar, Batlle, como otros dirigentes políticos, fue proscrito por el Acto Institucional N.º 4 del 1 de septiembre de 1976. Pasó a vivir buena parte de esos años en el estado de Río Grande del Sur (Brasil), dedicándose a la compra y venta de ganado en las ferias y remates ganaderos. 
Entre 1976 y 1983 integró junto a Amílcar Vasconcellos y Raumar Jude el triunvirato que dirigió clandestinamente al Partido Colorado. Participó en actividades políticas en la búsqueda de un entendimiento con las Fuerzas Armadas, en conjunto con el Triunvirato del Partido Nacional.

### Durante la restauración democrática
En noviembre de 1984, en las primeras elecciones tras la dictadura, continuaba proscrito para la candidatura presidencial, no así para la candidatura senatorial; sin embargo, su sector triunfó en los comicios con la candidatura de Julio María Sanguinetti. Fue elegido senador, encabezando la Lista 15 al Senado. De esta manera, el 15 de febrero de 1985 presidió la ceremonia de apertura de la Legislatura, y el 1 de marzo le tomó el juramento a Sanguinetti y a Enrique Tarigo como presidente y vicepresidente respectivamente. Ocupó su banca de senador entre 1985 y 1989. Durante dicho período integró las comisiones de Ganadería y Agricultura, Hacienda y Defensa Nacional. A su vez, fue delegado del Uruguay a la Unión Interparlamentaria en Ottawa en septiembre de 1985. En octubre de 1986 presidió la delegación uruguaya en el período de sesiones de la Asamblea General de las Naciones Unidas.

### Elecciones presidenciales de 1989 y 1994
Para las elecciones de 1989, el presidente Sanguinetti resolvió apoyar la candidatura presidencial de su vicepresidente Enrique Tarigo, desconociendo las aspiraciones políticas de Batlle. En esa ocasión llegó a declarar que Sanguinetti, quien fuera su subordinado político hasta 1985, le «arrancó el brazo sin anestesia». Sin embargo, se realizaron elecciones internas en el Batllismo, y en ellas, la precandidatura de Batlle triunfó muy holgadamente sobre la de Tarigo, torciendo así la voluntad presidencial.
En aquellas elecciones nacionales, para las que concurrió en fórmula presidencial compartida con Jorge Sanguinetti, Batlle se manifestó contrario a una reforma constitucional que se proponía, favorable al sector de los jubilados. Esta posición, según muchos observadores, fue fatal para su candidatura presidencial, en un país donde los pasivos representaban una alta cuota del electorado. Pese a ello Batlle ganó la interna colorada por escaso margen, obtuvo 14,8 % del total de los votos emitidos contra 14,7 % del expresidente Jorge Pacheco Areco pero las elecciones fueron ganadas por el Partido Nacional. 

#### Resultados de 1989

Propaganda a favor de la candidatura presidencial de Batlle en las elecciones de 1989. Se observa junto a su compañero de fórmula, Jorge Sanguinetti, y bajo el lema de campaña "Para volver a vivir".

Resultado de las elecciones de 1989 para la presidencia de la República.
| Candidato            | Partido          | Votos            | Resultado |
| Luis Alberto Lacalle | Partido Nacional | 444.839 (32,57%) | Electo    |
| Líber Seregni        | Frente Amplio    | 418.403 (21,23%) |           |
| Jorge Batlle         | Partido Colorado | 291.944 (14.82%) |           |
| Jorge Pacheco Areco  | Partido Colorado | 289.222 (14.68%) |           |
| Hugo Batalla         | Nuevo Espacio    | 177.453 (9.01%)  |           |

En 1990, la Lista 15 se dividió. Las heridas producidas por la disputa interna preelectoral durante las elecciones de 1989 llevaron a la separación de Sanguinetti, que fundó el Foro Batllista. Batlle permaneció como conductor de la Lista 15. En 1994 fue por cuarta vez candidato presidencial, con Federico Bouza como compañero de fórmula. Su votación fue muy baja, obtuvo el 3 % de los votos emitidos y el 8 % de la interna colorada, pero en la acumulación interna dentro del Partido Colorado resultó decisiva para la victoria de Sanguinetti. Volvió a ser electo senador, ocupando el único escaño senatorial de la Lista 15 entre 1995 y 1999.

#### Resultados de 1994
Resultado de las elecciones de 1994 para la presidencia de la República.
| Candidato               | Partido          | Votos            | Total porcentaje partido | Resultado |
| Julio María Sanguinetti | Partido Colorado | 500.767 (24,68%) | 76,29%                   | Electo    |
| Tabaré Vázquez          | Frente Amplio    | 621.226 (30,61%) |                          |           |
| Alberto Volonté         | Partido Nacional | 301.641 (14,86%) | 47,62%                   |           |
| Rafael Michelini        | Nuevo Espacio    | 104.773 (5,16%)  |                          |           |
| Jorge Batlle            | Partido Colorado | 102.551 (5.05%)  | 15,62%                   |           |
| Jorge Pacheco Areco     | Partido Colorado | 51.926 (2,56%)   | 7,91%                    |           |

### Elecciones presidenciales de 1999
En las elecciones internas del Partido Colorado realizadas en abril de 1999, derrotó al precandidato del Foro Batllista, Luis Hierro López por 10 puntos de ventaja y Batlle se convirtió en el candidato presidencial de su partido. En octubre de ese año, acompañado en la fórmula presidencial por Hierro López, salió segundo con el 32 % de las adhesiones y pasó a la segunda vuelta o balotaje donde enfrentó al candidato frenteamplista Tabaré Vázquez. Una alianza con todo el espectro de centroderecha (Partido Nacional y Unión Cívica) más el apoyo de parte de los electores del Nuevo Espacio (socialdemócrata), le permitió convertirse en presidente electo el 28 de noviembre, continuando así el legado de su familia. Asumió como presidente de Uruguay el 1 de marzo de 2000 con altas expectativas de los sectores empresariales y en el espectro liberal de la estructura política. Su presidencia estuvo marcada por un contraste de fracasos y éxitos.

#### Resultados
Resultado de la primera vuelta de las elecciones de 1999 para la presidencia de la República.
| Candidato            | Partido          | Votos            | Resultado      |
| Tabaré Vázquez       | Frente Amplio    | 861.202 (39,06%) | Segunda vuelta |
| Jorge Batlle         | Partido Colorado | 703.915 (31,93%) | Segunda vuelta |
| Luis Alberto Lacalle | Partido Nacional | 478.980 (21,72%) |                |
| Rafael Michelini     | Nuevo Espacio    | 97.943 (4,44%)   |                |

Resultado de la segunda vuelta de las elecciones de 1999 para la presidencia de la República.
| Candidato      | Partido          | Votos              | Resultado |
| Jorge Batlle   | Partido Colorado | 1.158.708 (52,52%) | Electo    |
| Tabaré Vázquez | Frente Amplio    | 982.049 (44,51%)   |           |

## Presidencia de la República

### Política internacional
Dentro de lo que fue la política internacional en el gobierno de Jorge Batlle se destacan el acercamiento que se logró entre Estados Unidos y Uruguay, debido a la amistad que unía al entonces mandatario uruguayo y al estadounidense, George H. W. Bush, padre del expresidente George W. Bush. Se destacan también las rispideces con Argentina debido a unas desafortunadas declaraciones de Batlle para con la prensa sobre dicho país y su gobernante Eduardo Duhalde. Así como también la ruptura de relaciones diplomáticas con Cuba en abril de 2002.

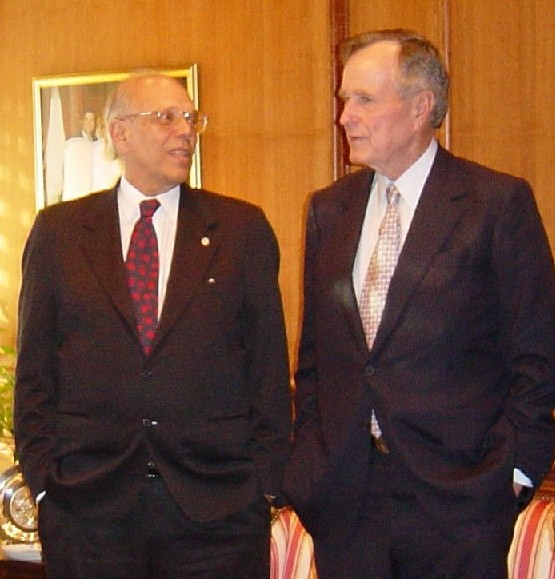
Jorge Batlle y expresidente George H. W. Bush en Uruguay.

#### Relación con Estados Unidos
La relación con Estados Unidos fue de las mejores relaciones que ha tenido Uruguay con el país norteamericano. Batlle conoció por primera vez a Bush en abril del 2001 en la ciudad canadiense de Quebec donde se llevó a cabo la «III Cumbre de las Américas». En dicha reunión Bush le dio las gracias a Batlle por pedirle al presidente chino, Jiang Zemin, quien estuvo de visita en el Uruguay los días previos a la reunión en Quebec, que liberara a los veinticuatro soldados norteamericanos que en ese momento estaban presos en Hainan. Desde allí comenzaron a tener conversaciones telefónicas más seguido, y Batlle buscó incansablemente un tratado de libre comercio con dicho país, que no alcanzó a concretarse porque al terminar su gobierno asumió Tabaré Vázquez, quien prefirió no firmar el tratado. Durante el gobierno de Batlle la exportación de la carne a dicho país se elevó notoriamente. 
En tiempos de crisis económica en el 2002, Estados Unidos fue clave para la salida de la misma. Cuando el FMI decidió que Uruguay ya no era un país seguro para prestarle más dinero, Batlle acudió a Bush pidiéndole ayuda y este accedió y el equipo económico de Batlle se reunió en Washington D. C. con el equipo económico estadounidense. Los encuentros duraron semanas y largas jornadas. Estados Unidos concedió un préstamo al país de grandes cantidades de dinero que fueron destinados a los depósitos en los bancos, para que estos evitaran cerrar.

#### Relación con Argentina

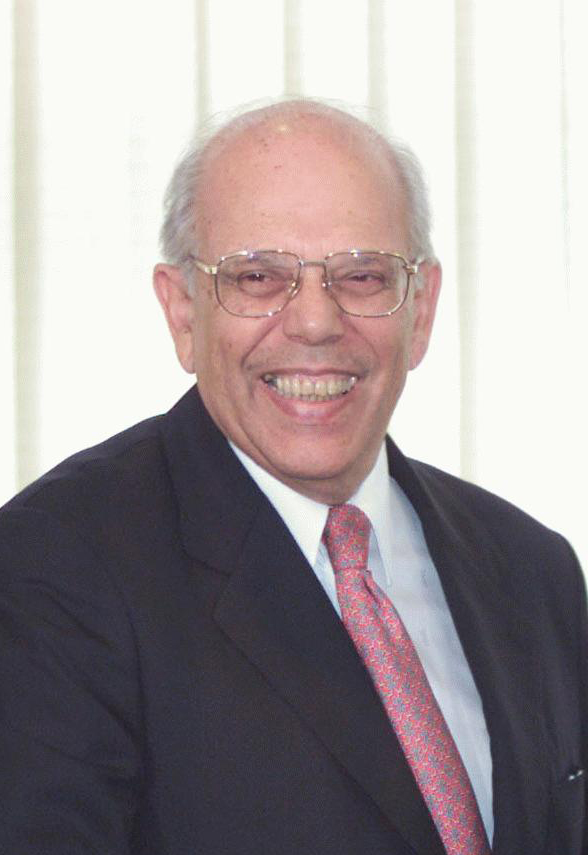
Batlle en mayo de 2003.

Las relaciones con Argentina fueron estables durante el mandato de Batlle. No obstante, las relaciones se tensaron cuando en una entrevista a la cadena televisiva Bloomberg TV Batlle hizo fuertes declaraciones. La entrevista se realizó el lunes 3 de junio de 2002, molestando a Batlle desde el comienzo porque el periodista se empeñaba en preguntarle si Uruguay correría la misma suerte que Argentina. Cuando la entrevista terminó, las cámaras permanecieron encendidas sin que Batlle se apercibiera de ello. Pensando que las cámaras ya estaban apagadas Batlle exclamó indignado: «¡Qué enfermedad tienen estos tipos! ¿Qué tengo que ver yo con la Argentina?». El periodista siguió preguntándole sobre la situación uruguaya en comparación con la argentina, cuando Batlle estalló y le contestó con duras palabras que serían ampliamente difundidas por la prensa de ambos países: «...estimado amigo (refiriéndose al periodista), en el 2001, la situación argentina es de los argentinos, con los problemas argentinos, ¡una manga de ladrones del primero hasta el último! ¿Entiende? (...) Ahora, no compare Argentina con Uruguay, ¿o usted es ignorante?». Luego continuó con palabras descorteses referidas a Eduardo Duhalde, quien presidía la Argentina. Cuando el periodista le nombró a Duhalde, Batlle le respondió «¿Pero cómo le voy a plantear a Duhalde nada, querido? No tiene fuerza política, no tiene respaldo, no sabe a dónde va».
Cuando las imágenes salieron al aire hubo gran sorpresa entre uruguayos y argentinos. Los mandatarios y políticos de dichos países estaban muy sorprendidos, al igual que Batlle, quién sostuvo desde un principio que eso había sido una charla informal y off the record. Fue entonces que Duhalde se comunicó con el embajador argentino en Montevideo y citó en su despacho al uruguayo en Buenos Aires para recibir explicaciones. Batlle llamó de inmediato a Duhalde y le pidió las disculpas del caso, dijo también que iría a Buenos Aires a pedirle disculpas públicas a él y al pueblo argentino. Carlos Menem, que iba a visitar el país los días siguientes al escándalo suspendió su visita. Tabaré Vázquez fue duro con sus críticas al mandatario, mientras que Julio María Sanguinetti y Luis Alberto Lacalle líderes del oficialismo llamaron a silencio. La Juventud del Partido Socialista fue incluso más dura con Batlle de lo que había sido Vázquez, ya que sostuvo que era «necesaria la realización de una pericia psiquiátrica al doctor Batlle, con los mejores profesionales». La misma noche del 3 de junio Batlle realizó una conferencia de prensa para aclarar el alcance de sus dichos, explicando que el periodista lo había provocado con planteos molestos. No obstante, el 4 de junio viajó a Buenos Aires y pidió disculpas públicamente en la residencia de Olivos. Ante las cámaras y el presidente argentino, Batlle confesó haber vivido un «auténtico calvario» esos días como consecuencia de sus declaraciones y que su madre, Matilde Ibáñez, de nacionalidad argentina, lo había reprendido por sus dichos, además, todo esto lo confesó con lágrimas en los ojos. Finalmente, Eduardo Duhalde dio por concluido el problema con un apretón de manos y un abrazo entre ellos. No obstante, este diferendo se convirtió en uno de los escándalos más importantes en el gobierno de Batlle.

#### Relación con Cuba
En abril de 2002, el entonces presidente de Cuba, Fidel Castro, dio una conferencia de prensa para hablar sobre la relación de Cuba y México con la ONU, cuando decidió referirse al presidente Batlle como «un judas, un genuflexo y un mentiroso de los grandes», ya que Batlle había presentado ante la Comisión de Derechos Humanos de las Naciones Unidas un proyecto de resolución cuestionando la situación de los derechos humanos en el país cubano y solicitó el envío de un representante del organismo internacional a la isla para que estudiase la situación. Como respuesta a estas declaraciones, el presidente uruguayo decidió romper relaciones, formalizando la ruptura el día posterior a los dichos de Castro:

He pedido al canciller que proceda a dar los pasos para establecer esa situación de ruptura de las relaciones, hasta tanto se advierta por parte de quién corresponda, que lo que Uruguay quiere es que el pueblo cubano tenga más libertad y se le plantée al pueblo cubano lo que cualquier pueblo democrático tiene y que notoriamente allí no existe; libertad.

 Luego de la ruptura de relaciones, Castro dijo no mostrarse preocupado y volvió a reiterar sus dichos ante la prensa, e incluso ahondó más en ellos, acusando al presidente uruguayo de estafador.
Las relaciones entre Uruguay y Cuba se mantuvieron congeladas durante todo el gobierno de Batlle, hasta que el 1 de marzo de 2005, Reinaldo Gargano emprendió su primer tarea como canciller de la República y restableció las relaciones con dicho país a pedido del presidente Tabaré Vázquez, quién desde la oposición condenó la ruptura efusivamente. 
Tras la renuncia de Fidel Castro, el 20 de febrero de 2008, Batlle declaró a la prensa: «No solamente no la ha habido [democracia en Cuba], sino que además aquel que ha querido salir, bien sabemos lo que le ha pasado [...], ojalá se establezca la libertad de una buena vez en Cuba».

### Política nacional

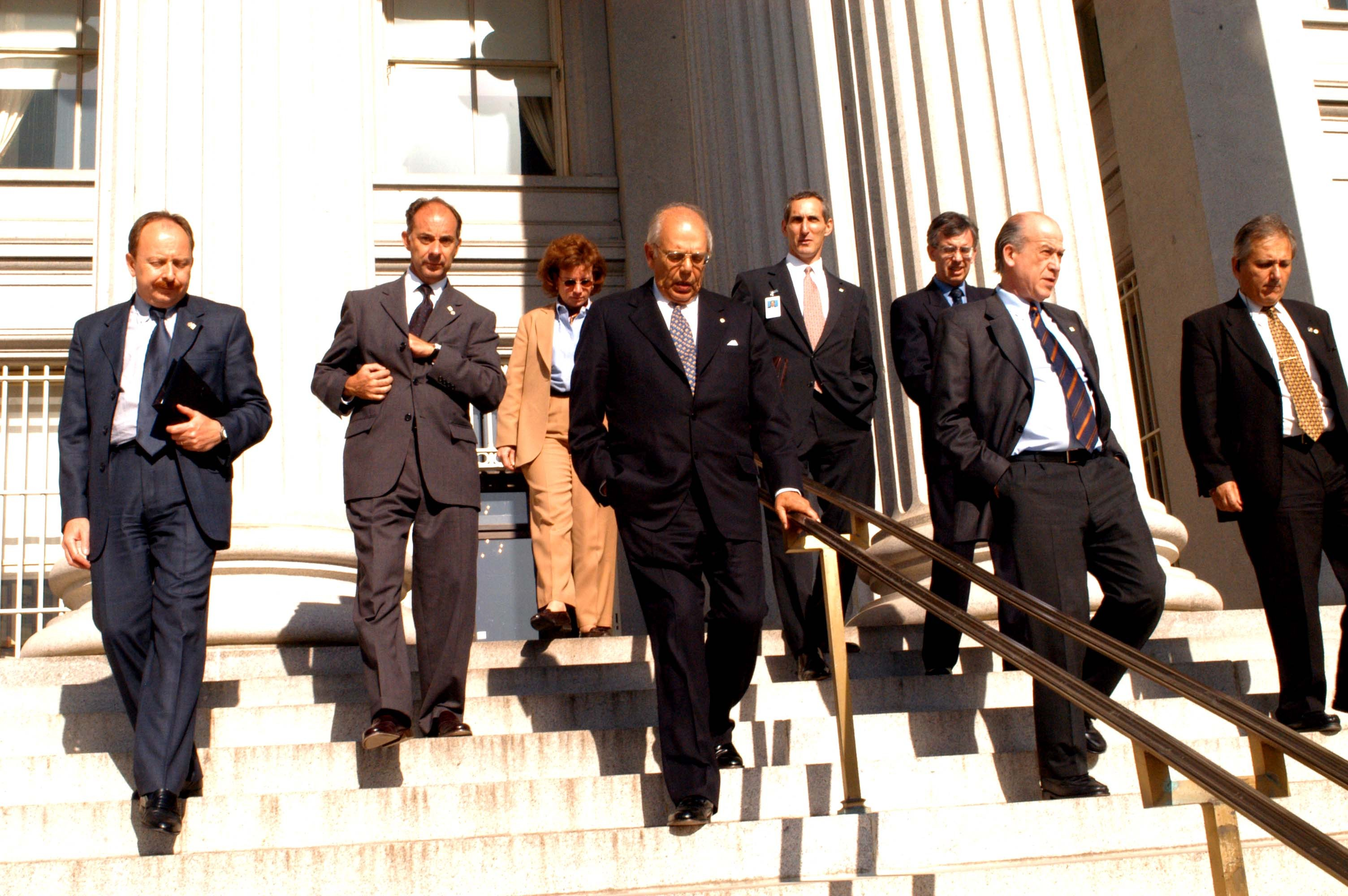
Jorge Batlle y miembros de su gabinete en 2003.

Durante su gobierno se propuso una serie de cambios y reformas del Estado; algunas tuvieron éxito, como la creación de la URSEC, pero otras más ambiciosas como la desmonopolización de los combustibles, naufragaron ante la oposición de los gremios de entes públicos. También fueron resistidas algunas de sus medidas por miembros de su propio partido. Hubo avances en la revelación de información sobre la dictadura uruguaya, aunque solo al principio de su mandato, ya que pasados unos meses del mismo no se satisficieron las expectativas. Se sorteó una profunda crisis económica que casi acaba con la figura del presidente y dejó al país con la tasa de desocupación más alta jamás vista, una enorme cantidad de suicidios y depósitos en bancos que se habían esfumado. 

#### Derechos Humanos
En los primeros meses de gobierno, Batlle pretendió una solución definitiva al problema de los desaparecidos en la dictadura cívico-militar con la creación de la Comisión para la Paz. Esta comisión, integrada por abogados del Partido Colorado, del Partido Nacional, del Frente Amplio, por el Arzobispo de Montevideo y por personalidades sociales, elaboró un informe sobre el destino final de 30 casos y encontrados los restos de dos de ellos, fueron entregados a sus familiares en Argentina. Si bien fue muy discutida, esta Comisión marcó un hito en la historia política reciente del país y prueba de ello fue que la popularidad de Batlle alcanzó el 66 %, la cifra más alta, hasta ese momento, desde que se registra la popularidad de los presidentes. Batlle se convirtió entonces, en el primer presidente latinoamericano en reconocer explícitamente la existencia del Plan Cóndor, y en confirmar que quedaban muchos casos más que resolver. En el gobierno de Batlle se logró con mucho éxito encontrar a la nieta del poeta argentino Juan Gelman para poder reunirlos. No obstante, Batlle comenzó a prestar menos importancia a estos temas conforme pasaba el tiempo, por tanto los avances importantes que tuvo a principios de su gobierno se vieron aplacados por la poca atención que le prestó al final. De hecho, Gelman, quien había expresado su felicidad por el descubrimiento de su nieta, declaró casi 2 años después que Batlle había utilizado políticamente dicha búsqueda y además dijo que sabía muy bien donde yacía el cuerpo de su nuera, la desaparecida María Claudia García. A su vez, Gelman contradijo al entonces ministro de Defensa de Batlle, Yamandú Fau, quien dijo que no había indicios que indicaran que su nuera estaba enterrada en el Batallón de Infantería N°13.

#### Crisis bancaria, política y social de 2002
Desde el período de gobierno de Julio María Sanguinetti, el Uruguay enfrentaba una dura recesión económica. Sin embargo, el equipo económico de Batlle, integrado por Alberto Bensión como ministro, César Rodríguez Batlle como director del Banco Central del Uruguay y al economista Ariel Davrieux dirigiendo la Oficina de Planeamiento y Presupuesto no tenía, al momento de asumir, un plan de gobierno para contrarrestar este fenómeno.
En julio de 2002, en uno de los momentos más candentes de la crisis bancaria, el senador del Frente Amplio, Alberto Couriel, se encargó de la interpelación del entonces ministro Alberto Bensión, en la cual todos los miembros del Frente Amplio y algunos pocos del Partido Nacional le pidieron formalmente la renuncia al cargo. Esto no sucedió, pero se removió a Rodríguez Batlle.
A mediados de julio se hizo público el rechazo del Partido Nacional, hasta entonces aliado del gobierno de Batlle, para con la política económica que se estaba llevando. Fue entonces que junto con el Frente Amplio, volvieron a pedir la renuncia de Bensión y esa vez tuvieron mayor suerte. Bensión dejó el cargo el 20 de agosto y asumió Alejandro Atchugarry, quien entonces se desempeñaba como senador por el Partido Colorado. Atchugarry, que acababa de sufrir la pérdida de su esposa tras una larga enfermedad se mostraba reacio a asumir en el cargo. Sin embargo Batlle encontró en él lo que buscaba, un ministro más político que técnico. Batlle puso al senador en una situación comprometida, y le planteó que si no asumía como ministro, él debería renunciar a la presidencia y Luis Hierro López tendría que tomar las riendas del país. Finalmente, acepta el cargo diciéndole: «Yo a usted lo quiero y lo respeto como a un padre... bueno, los hijos no le dicen que no a sus padres». Al momento de la asunción de Atchugarry, renunció Rosario Medero, la representante blanca en el directorio del Banco Central, a pedido de su sector político.
El 30 de julio, se decretó el feriado bancario. El gobierno de Batlle se excusó diciendo que fue un pedido expreso del FMI para proceder a la liquidación de los bancos del grupo Peirano. Dicha decisión tuvo como objetivo detener la fuga de depósitos que la plaza financiera uruguaya venía sufriendo desde 2001, ya que muchos ahorristas argentinos acudieron a sus ahorros en Uruguay al verse imposibilitados de sacar dinero en su país. Los cajeros automáticos se quedaron sin dinero, las casas cambiarias vendían el dólar a 38 pesos y lo compraban a 24. El feriado bancario finalizó el lunes 5 de agosto. 
La noche del 31 de julio dejó como saldo el primer saqueo a un supermercado en las proximidades del Palacio Legislativo. El 1 de agosto se produjo una ola de estos fenómenos que sacudieron a la ciudad de Montevideo. Fueron más de treinta, y esta vez sucedieron en zonas marginales. Muchos comerciantes expresaron su voluntad de no reabrir sus comercios el día siguiente por temor a ser saqueados. El ministro del Interior, Guillermo Stirling, intentó tranquilizar a la población anunciando un refuerzo de la vigilancia policial para ocasiones futuras. El 2 de agosto no hubo ningún saqueo, sin embargo, una ola de rumores invadió la ciudad. Se rumoreó que una horda de personas se dirigía hacia el centro de Montevideo saqueando todo lo que tenían a su paso. Los comerciantes cerraron sus puertas al instante y el centro de la ciudad quedó desolado. Se dispuso un fuerte operativo policial y la Fuerza Aérea sobrevoló la capital mediante helicópteros en busca de la horda de saqueadores que nunca llegó y quizás, nunca existió.
Mientras en el país reinaba el caos en Estados Unidos, Isaac Alfie comandaba la delegación que Batlle había mandado para formar un grupo de trabajo con delegados del gobierno de Estados Unidos, ya que Horst Köhler, director del FMI, había dado la orden de no prestarle un dólar más a Uruguay. Finalmente el gobierno de Estados Unidos acordó con Uruguay un préstamo puente de 1500 millones de dólares destinados a capitalizar los bancos estatales (se dice que los hermanos de los dos mandatarios, Jeb Bush y Luis Batlle Ibáñez, amigos entre sí, fueron intermediarios en esta gestión, si bien esto no se ha demostrado). El país evitó entrar en cesación de pagos de deuda, y comenzó a salir de la crisis económica del país.
En noviembre, el Partido Nacional decidió retirar a los ministros Antonio Mercader, Álvaro Alonso, Carlos Cat, Sergio Abreu y Jaime Trobo de sus cargos en el gobierno de Batlle ya que querían desligarse de él.
La crisis bancaria de 2002 dejó cifras devastadoras para el país. Tal es el caso de la tasa de suicidios que aumentó un 12,6 %, es decir que dos uruguayos se suicidaban por día y se registraban muchos casos de intentos de autoeliminación.
Como consecuencia económica directa de esta crisis, el salario real tuvo una fuerte caída, llegando a su piso entre 2003 y 2004 con una pérdida del 22 % respecto al año 2000. Por su parte, la tasa de desempleo, trepó a un máximo en 2002 del 17 % subiendo 3 y medio puntos porcentuales respecto al momento de asumir el mandato. Hacia el final de su gobierno, los índices de desempleo revirtieron su tendencia ubicándose en cifras inferiores a las del momento de su asunción. Por el contrario, la caída sufrida por el salario real no pudo ser revertida, ubicándose en 2005, 18,6 puntos porcentuales por debajo de las cifras de 2000.

### Aprobación presidencial
Jorge Batlle asumió la presidencia en marzo de 2000 con un índice de aprobación de 58 %, mayor incluso al porcentaje de adherentes a su candidatura en las elecciones. A pesar de apreciarse un leve declive, el porcentaje se mantuvo en altos indicadores los meses siguientes. Este hecho se debió fundamentalmente a que la población consideraba principalmente elementos políticos y de imagen del presidente, antes que los factores económicos.
Con el paso del tiempo y el agravamiento de la recesión, la fuerte crisis económica desplazó a otros factores a la hora de considerar su desempeño, y su porcentaje de aprobación muestra una fuerte caída que coincide con la crisis de 2002, tocando su mínimo en agosto de 2004 con solo un 1 % de uruguayos conformes con su gestión. Hacia el final de su mandato, pudo apreciarse un leve repunte, situándose el 5 % en diciembre de 2004. En 2003 se consultó si los uruguayos creían que Batlle había sido el total responsable de la crisis financiera del país a lo que el 63 % respondió afirmativamente, un 20 % respondió negativamente. Si de sectores se habla, entre los frenteamplistas el 71 % le adjudicó la culpa. Sin embargo, el 56 % de los blancos y el 78 % de los colorados creyeron que el entonces presidente hizo todo lo que se podía hacer para sortear la crisis.

### Gabinete
| Ministerio                                          | Nombre                      | Período     |
| --------------------------------------------------- | --------------------------- | ----------- |
| Interior                                            | Guillermo Stirling          | 2000 - 2004 |
| Interior                                            | Daniel Borrelli             | 2004        |
| Interior                                            | Alejo Fernández Cháves      | 2004 - 2005 |
| Relaciones Exteriores                               | Didier Opertti              | 2000 - 2005 |
| Economía y Finanzas                                 | Alberto Bensión             | 2000 - 2002 |
| Economía y Finanzas                                 | Alejandro Atchugarry        | 2002 - 2003 |
| Economía y Finanzas                                 | Isaac Alfie                 | 2003 - 2005 |
| Defensa Nacional                                    | Luis Brezzo                 | 2000 - 2002 |
| Defensa Nacional                                    | Yamandú Fau                 | 2002 - 2005 |
| Educación y Cultura                                 | Antonio Mercader            | 2000 - 2002 |
| Educación y Cultura                                 | Leonardo Guzmán             | 2002 - 2004 |
| Educación y Cultura                                 | José Amorín Batlle          | 2004 - 2005 |
| Industria, Energía y Minería                        | Sergio Abreu                | 2000 - 2002 |
| Industria, Energía y Minería                        | Pedro Bordaberry            | 2002 - 2003 |
| Industria, Energía y Minería                        | José Villar                 | 2003 - 2005 |
| Salud Pública                                       | Horacio Fernández Ameglio   | 2000 - 2001 |
| Salud Pública                                       | Luis Fraschini              | 2001 - 2002 |
| Salud Pública                                       | Alfonso Varela              | 2002 - 2003 |
| Salud Pública                                       | Conrado Bonilla             | 2003 - 2005 |
| Ganadería, Agricultura y Pesca                      | Gonzalo González            | 2000 - 2003 |
| Ganadería, Agricultura y Pesca                      | Martín Aguirrezabala        | 2003 - 2005 |
| Trabajo y Seguridad Social                          | Álvaro Alonso               | 2000 - 2002 |
| Trabajo y Seguridad Social                          | Santiago Pérez del Castillo | 2002 - 2005 |
| Transporte y Obras Públicas                         | Lucio Cáceres               | 2000 - 2004 |
| Transporte y Obras Públicas                         | Gabriel Gurméndez           | 2004        |
| Transporte y Obras Públicas                         | Gabriel País                | 2004 - 2005 |
| Transporte y Obras Públicas                         | Carlos Pollio               | 2005        |
| Turismo                                             | Alfonso Varela              | 2000 - 2002 |
| Turismo                                             | Pedro Bordaberry            | 2002 - 2005 |
| Vivienda, Ordenamiento Territorial y Medio Ambiente | Carlos Cat                  | 2000 - 2002 |
| Vivienda, Ordenamiento Territorial y Medio Ambiente | Saúl Irureta                | 2002 - 2005 |
| Deporte y Juventud                                  | Jaime Trobo                 | 2000 - 2002 |
| Deporte y Juventud                                  | Leonardo Guzmán             | 2002 - 2003 |
| Deporte y Juventud                                  | Pedro Bordaberry            | 2003 - 2005 |
| OPP                                                 | Ariel Davrieux              | 2000 - 2005 |
| Secretaría de Presidencia                           | Raúl Lago                   | 2000 - 2005 |
| Prosecretaría de Presidencia                        | Leonardo Costa              | 2000 - 2005 |

## Las elecciones de 2004 y después
En las elecciones de 2004, al tiempo que el Frente Amplio obtenía la victoria electoral, nombrando a Tabaré Vázquez como su sucesor, Batlle fue elegido senador para el período siguiente. Sin embargo, llegado el momento de asumir la banca, renunció a la misma, siendo reemplazado por quien fuera su último ministro de Economía, Isaac Alfie.
Cuando Vázquez resultó elegido presidente, le ofreció a Batlle la posibilidad de ser embajador de Uruguay en Estados Unidos teniendo en cuenta la gran relación que el entonces presidente tenía para con el gobierno de George W. Bush, no obstante, Batlle decidió rechazar la propuesta tras un agradecimiento público apelando que era notorio que él ya no era un buen diplomático.

## Últimos años
Hasta su muerte se dedicó a recorrer el país para contribuir al análisis de los temas centrales de la vida societaria y estimular la discusión pública de ellos. Siguió siendo una figura política de referencia y participó activamente en las Convenciones Nacionales del Partido Colorado, aunque no integraba el Órgano Deliberativo Nacional. Se reunía con jóvenes de todo el país analizando temas de interés común. Continuó disfrutando de su pasión por los libros y sus caballos.
Después de las elecciones internas de junio de 2009, en las que el amplio vencedor fue Pedro Bordaberry, se consideró que Batlle había llegado al final de su liderazgo político, al igual que su correligionario Julio María Sanguinetti.
El 14 de octubre de 2016, Batlle sufrió un accidente en Tacuarembó después de una actividad política, siendo internado en el CTI del hospital de dicha ciudad. Se golpeó la cabeza al caer al suelo por un mareo, formándose como consecuencia un hematoma intracraneal que comprimió el cerebro. En junio del mismo año había recibido un implante percutáneo de válvula aórtica, motivo por el cual estaba tomando anticoagulantes, lo que dificultó la operación. El proceso quirúrgico fue realizado entre las 9:0) y las 11:00 del 14 de octubre por el neurocirujano Martín Fernández y un equipo de especialistas. La cirugía resultó exitosa, pero él continuó en estado grave. El 16 de octubre a la noche fue trasladado al CTI del Sanatorio Americano en Montevideo. Cinco días después los médicos resolvieron comenzar a quitarle los sedantes pero no reaccionó de forma favorable. El jueves 20 por la noche, el sanatorio anunció que Batlle tenía un «daño cerebral severo».
Falleció el 24 de octubre de 2016. Fue velado en el Salón de los Pasos Perdidos del Palacio Legislativo desde las 8:30 hasta las 15:00. El Poder Ejecutivo decretó un día de duelo oficial con honras fúnebres y bandera a media asta en todas las reparticiones del Estado, tanto dentro como fuera de fronteras.

## Honores y condecoraciones
- Medalla al Mérito Militar en el grado Oficial General ( Uruguay, 17 de mayo de 2011).[43][44]

## Biopic
- Jorge Batlle: entre el cielo y el infierno (2024). Película biográfica documental sobre su figura, dirigida por Federico Lemos.[45]